# 獲認許為大律師
獲認許為大律師（英語：或）是大多數普通法司法管轄區的一個法律術語，意味着該名人士從此可出庭代表他人參與訟辯。
英格蘭及威爾斯以及其他地區的法律執業者分為律師、大律師及法律輔助人員。律師須成為訟辯律師，才可獲得與大律師相同的職權。